# Nationale Technische Universiteit van Athene
De Nationale Technische Universiteit van Athene (NTUA) (Grieks: Εθνικό Μετσόβιο Πολυτεχνείο, Nationaal Metsoviaans Polytechnicum), ook bekend als Polytechnio, is een van de oudste en meest prestigieuze instellingen voor hoger onderwijs in Griekenland. De huidige naam is afgeleid van Metsovo, de stad waar vier mecenassen vandaan kwamen.

## Oprichting en gebouwen

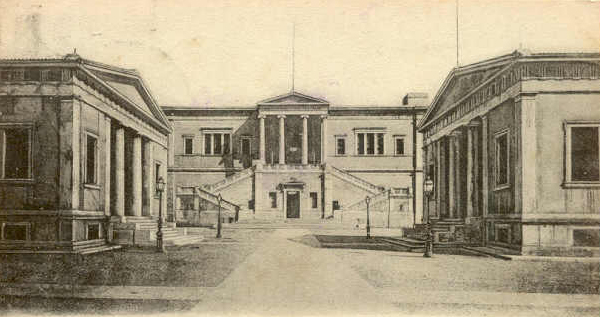
Patisiongebouw rond 1900

De universiteit is in 1837 opgericht bij Koninklijk Besluit als een koninklijke vakschool. Tot 1950 was het het enige Griekse instituut dat opleidingen organiseerde tot ingenieur. 
De campus is gelegen in het centrum van Athene aan de Patisionstraat (Οδός Πατησίων). De universiteit beschikt over enkele neoclassicistische gebouwen van de hand van architect Lysandros Kaftantzoglou (1811-1885). In de jaren tachtig werd er in de voorstad Zografou de z.g. Zografou Campus gebouwd.

## Opstand
In november 1973 werd de universiteit even het centrum van het land, toen er hevige studentenprotesten plaatsvonden tegen het Kolonelsregime. Op 14 november hadden 1.500 studenten zich binnen gebarricadeerd en begonnen ze een piraatzender waarmee ze de Atheners opriepen om in opstand te komen. Buiten verzamelde zich een enorme massa steunbetogers. De junta greep niet onmiddellijk in, maar liet tientallen tanks aanrukken. In de nacht van 17 november werden de betogers met traangas uiteengedreven en brak een tank door de barricade. De universiteit werd ontruimd ten koste van 22 burgerdoden.
De zaak leidde tot een afrekening binnen het regime. De extreemrechtse president Georgios Papadopoulos moest plaats maken voor generaal Phaidon Gizikis. In de achtergrond trok een andere generaal aan de touwtjes, Dimitrios Ioannidis. Enige maanden later organiseerde hij een volgende coup, tegen de Cypriotische president Makarios III. Het gaf aanleiding tot de Turkse invasie en finaal het einde van de militaire dictatuur.
17 november is in Griekenland nog steeds de dag waarop de democratie wordt gevierd en de gebeurtenissen in de Polytechnio herdacht. Ook anarchistische en andere groeperingen proberen het prestige van de evenementen te recupereren. Een beruchte terreurorganisatie vernoemde zich er zelfs naar: Revolutionaire Organisatie 17 November. 
De in Amsterdam geboren Belgische cameraman Albert Coerant was getuige van de gebeurtenissen en maakte beelden voor VARA en BRT, waarin te zien is hoe een tank het toegangshek ramt waar studenten op zitten. Coerant schreef ook in de pers over zijn ervaringen, onder meer over het bekendste slachtoffer Diomedes Komninos. In 2008 werd hij geëerd door de Foreign Press Association of Greece.

## Curriculum
De NTUA is verdeeld in negen faculteiten. Op acht van deze faculteiten worden uiteenlopende vakken gegeven zoals nucleaire wetenschappen, architectuur, rechten, geografie en ruimtelijke ordening.

## Alumni
- María Damanáki - Grieks politica.
- Joseph Sifakis - informaticus, winnaar van de Turing Award.
- Alexis Tsipras - Grieks politicus, partijleider van de Coalitie van Radicaal-Links. (SYRIZA)
- Iannis Xenakis - Avant-garde componist.